# Charles de la Cerda
Pour les articles homonymes, voir De la Cerda.
Charles de la Cerda, aussi appelé Charles d'Espagne, né vers 1326 en France et mort assassiné  le 8 janvier 1354 à L'Aigle (Normandie), comte d’Angoulême de 1351 à sa mort, est nommé connétable de France en janvier 1351 par le roi Jean II le Bon.
Descendant en ligne masculine du roi de Castille Alphonse X, ainsi que de Saint Louis par Blanche de France (1253-1320), il est issu d'une famille castillane installée en France au début du XIVe siècle.
Élevé aux côtés du fils aîné du roi Philippe VI de Valois, Jean, il en devient le favori à son avènement en 1350.
Impliqué dans le conflit entre le roi de France et le roi de Navarre Charles II (le Mauvais), Charles de la Cerda meurt assassiné par un des officiers de celui-ci, Jean le Bascon.

## Biographie

### Origines familiales
Charles de la Cerda est le fils d'Alphonse II de la Cerda, arrière-petit-fils du roi de Castille Alphonse X.
- Alphonse X (1221-1284) > Ferdinand de la Cerda (1255-1275) > Alphonse de la Cerda, dit le Déshérité (1270-1333) > Alphonse II de la Cerda[1] (1289-1327), dit « celui d'Espagne » (el de España) > Charles de la Cerda.

Sa mère est Isabelle d'Antoing (vers 1300-1354), vicomtesse de Gand, dans le comté de Flandre (fief français le plus au nord du royaume). Antoing est une localité du comté de Hainaut (fief du Saint-Empire). Isabelle d'Antoing a été mariée trois fois : 1° avec Henri de Louvain 2° avec Alphonse II de la Cerda 3° avec Jean Ier de Melun, un des principaux alliés de la maison de Valois.

### Destin de la famille de la Cerda
Ferdinand de la Cerda, fils aîné et héritier présomptif d'Alphonse X, meurt avant son père ; son fils aîné Alphonse devient héritier présomptif, mais est supplanté à la mort d'Alphonse X par son oncle Sanche (1258-1295), qui règne sous le nom de Sanche IV.
En 1303, Alphonse le Déshérité s'installe en France, où le roi Philippe le Bel lui octroie la baronnie de Lunel.
Son fils cadet Louis de La Cerda (1291-1348), oncle de Charles, est fait comte de Clermont[réf. nécessaire] et de Talmont[réf. nécessaire], puis nommé amiral de France par le roi Philippe VI au début de la guerre de Cent Ans.

### Formation
L'éducation de Charles est confiée à Miles de Noyers, principal conseiller de Philippe VI de Valois et gouverneur du fils aîné du roi, le futur Jean II le Bon.

### Carrière sous le règne de Jean le Bon
Jean le Bon devient roi de France le 22 août 1350.
Le 29 août a lieu au large de Winchelsea la bataille navale de L'Espagnols sur Mer, qui oppose une flotte castillane commandée par Charles de la Cerda à une escadre anglaise dans laquelle navigue le roi Édouard III. Il est supposé que la présence d'Édouard était liée avec la mort de Philippe VI (projet de se faire sacrer à la place de Jean le Bon ?). Les Anglais l'emportent, et pourtant Édouard renonce à toute action immédiate en France. En tout cas, Jean est sacré à Reims le 26 septembre, c'est-à-dire très vite après la mort de son père.
Un peu plus tard, Charles de la Cerda est fait comte d'Angoulême, ce qui crée un nouveau contentieux entre Charles II de Navarre (1332-1387) et le roi de France. En effet le comté d'Angoulême, revenu au domaine royal en 1314, a été promis au père de Charles de Navarre (1328 et 1336) mais pas attribué. Celui-ci s'estime donc spolié au profit du favori du roi. De plus, il a des prétentions sur le trône de France en tant que petit-fils du roi Louis X par sa mère, Jeanne de France (de même qu'Édouard III exprime ses prétentions en tant que petit-fils de Philippe le Bel par sa mère, Isabelle de France).
En janvier 1351, Charles de la Cerda est fait connétable de France, succédant à Raoul II de Brienne, qui a été exécuté en novembre 1350 pour trahison, au retour de sa captivité en Angleterre.

### Mariage avec Marguerite de Blois (1351)
La même année, il épouse Marguerite de Blois, fille de Charles de Blois, lui même fils de Marguerite de Valois, sœur de Philippe VI ; Charles de Blois est donc cousin germain de Jean le Bon.
Marié avec Jeanne de Penthièvre, Charles de Blois, prétendant au trône ducal de Bretagne, est engagé depuis 1341 dans la guerre de succession du duc Jean III, dans laquelle il est confronté aux prétentions de Jean de Montfort, puis de son fils Jean (futur duc Jean IV).

### Assassinat
Le connétable de la Cerda est orgueilleux et parfois même arrogant , son amitié avec Jean II provoque la jalousie des grands du royaume : notamment Charles le mauvais , roi de Navarre , qui va même jusqu’à faire courir des rumeurs comme quoi le roi et son favori aurait des relations homosexuelles.À la suite d'une altercation avec Philippe de Navarre (1336-1363), frère de Charles le Mauvais, Charles de La Cerda est assassiné le 8 janvier 1354 de 80 coups d'épée dans une auberge de L'Aigle (ville normande située entre Alençon et Évreux), la « Truie-qui-File », par un des hommes de main du roi de Navarre, Jean de Soult dit « Le Bascon ».Charles de la Cerda fut transpercé de 80 coups de couteaux . 
Charles de La Cerda meurt sans descendance.

## Ascendance
Il est de double lignée royale puisqu'il descend à la fois du roi de Castille Alphonse X le Sage et de Louis IX
- Louis IX (saint Louis)
  - Blanche de France (1253-1320), qui épouse en 1268 Ferdinand de La Cerda (1255-1275), infant de Castille,
    - Alphonse de la Cerda (1270-1324), baron de Lunel, qui épouse Mathilde de Brienne, fille du comte Jean II de Brienne (mort en 1294) ;
      - Alphonse II de la Cerda (1289-1327) dit « Alphonse d'Espagne », baron de Lunel, qui épouse en 1325 Isabelle d'Antoing ;
        - Charles de la Cerda (vers 1326 - 1354), comte d'Angoulême, épouse en 1351 Marguerite, fille du comte Charles de Blois, duc baillistre de Bretagne.